# Monosiga brevicollis
Monosiga brevicollis — вид морських одноклітинних водних організмів з родини Codonosigidae класу хоанофлагелят (Choanoflagellatea). У 2001 році дослідники виявили у нього структурні білки альфа і бета-тубулін і форму актину, яка зустрічається тільки у багатоклітинних, і крім того гени, що кодують тирозинкіназу — фермент, який активує багато внутрішньоклітинних реакції, зокрема, відповідає за проведення сигналу від рецепторів на мембрани всередину клітини.

## Розшифровка геному
У 2008 році був повністю розшифрований геном Monosiga brevicollis. У геномі близько 9200 генів, причому присутні 23 гени кадгеринів і низка інших генів, що типові для багатоклітинних тварин, але відсутні у більшості інших груп найпростіших.